# Dragon Age: Blood Mage no Seisen
Dragon Age: Dawn of the Seeker (Nhật: ドラゴンエイジ ブラッドメイジの聖戦 Hepburn: Doragon Eiji Buraddo Meiji no Seisen, "Dragon Age: Cuộc Thánh chiến của Blood Mage") là một bộ phim anime Nhật Bản năm 2012 của đạo diễn Sori Fumihiko và dựa trên dòng game nhập vai Dragon Age.

## Sơ lược cốt truyện
Dragon Age: Dawn of the Seeker kể về câu chuyện của Cassandra, một hiệp sĩ (Chantry Seeker Knight) thuộc tổ chức tôn giáo gọi là Chantry. Qua các hành động cuối cùng từ người thầy thông thái của mình, Cassandra biết được âm mưu của các pháp sư Blood Mage nhằm triệt hạ toàn bộ Chantry. Đám pháp sư này đã phát hiện ra một cô gái có khả năng điều khiển rồng và định lợi dụng cô ấy để mở ra một kỷ nguyên mới của sự thống trị ma thuật. Đến lượt Cassandra, một trong những thợ săn rồng cuối cùng, để ngăn chặn đám pháp sư Blood Mage hòng cứu vãn Chantry.

## Diễn viên lồng tiếng
| Nhân vật             | Diễn viên lồng tiếng Nhật | Diễn viên lồng tiếng Anh |
| -------------------- | ------------------------- | ------------------------ |
| Cassandra Pentaghast | Kuriyama Chiaki           | Colleen Clinkenbeard     |
| Regalyan D'Marcall   | Tanihara Shōsuke          | J. Michael Tatum         |
| Frenic               | Iwasaki Hiroshi           | Chuck Huber              |
| Grand Cleric         | Matsutani Kaya            | Brina Palencia           |
| Byron                | Komura Tetsuo             | John Swasey              |
| High Seeker          | Hashi Takaya              | R Bruce Elliott          |
| Knight Commander     | Gackt                     | Christopher Sabat        |
| Divine               | Takashima Gara            | Pam Dougherty            |
| Lazarro              | Sugino Hiroomi            | Mike McFarland           |
| First Enchanter      | Itō Kazuaki               | Kenny Green              |
| Alte                 | Iijima Hajime             | Joel McDonald            |
| Haydi                | Shinomiya Go              | Ian Sinclair             |
| Anthony Pentaghast   | Miyashita Eiji            | John Burgmeier           |
| Avexis               | Nakamura Tomoko           | Monica Rial              |
| Revered Mother       | Kitanishi Junko           | Luci Christian           |